# Lilla Spånsan
Lilla Spånsan är en sjö i Ludvika kommun i Dalarna och ingår i Dalälvens huvudavrinningsområde.